# Ys - The Vanished Omens
Ys - Vanished Omens (Ys - Os Livros de Presságio Desaparecidos) era um jogo do tipo RPG lançado em 1988 para o sistema Sega Master System. Originalmente foi criado pela empresa de software Falcom em 1987, mas logo a Sega se interessou pelo projeto, reprogramando- o para o seu sistema de videogame caseiro. Ys foi lançado em formato cartucho, com 2 megabit de dados, e teve relativo sucesso no Japão e Estados Unidos. No Brasil, o jogo foi apresentado no catálogo de jogos escrito em português pela empresa licenciada Tec Toy, em 1989. Mas o jogo, por tratar- se de um rpg com dezenas de diálogos em inglês (a Tec Toy tinha a licença da Sega para distribuir o jogo no Brasil, mas não tinha licença para traduzir o jogo em português) ficou restrito apenas a um limitado público de jogadores, na maior parte adolescentes. Outro motivo de Ys não ter se tornado popular no Brasil foi pelo fato de a cultura do rpg ainda não ter sido suficientemente difundida, fato que ocorreria apenas alguns anos mais tarde, com a popularização de rpgs como os da série Phantasy Star e Final Fantasy.

## O jogo
Para avançar em um rpg como Ys - Vanished Omens, é preciso que o jogador dedique tempo e experiência para aprender a conhecer as locações do jogo, bem como os recursos (armas e defesa) disponíveis, além de tentar descobrir o objetivo do jogo e a trama da história, conversando com os habitantes das aldeias e cidades.

## Ligações Externas
página contendo a trilha sonora do jogo no formato midi